# Antheit
Antheit (en wallon Ontè) est une section de la commune belge de Wanze située en Région wallonne dans la province de Liège.
C'était une commune à part entière avant la fusion des communes de 1977.

## Géographie

### Situation et description
Le village d'Antheit se situe entre les villages de Wanze au sud-ouest, Vinalmont au nord, Villers-le-Bouillet au nord-est, Ampsin à l'est, le quartier de Statte et la ville de Huy au sud. Il se trouve entre deux routes nationales : la route nationale 64 Huy-Hannut passe à l'ouest et la route nationale 65 Huy-Waremme à l'est.
Le village, très étendu, comporte plusieurs quartiers : Champia, Pireux, Joli fond, Male Semaine, Pâturages et Leumont.

#### Leumont - (hameau)
Origine du nom ainsi que de celui de certaines rues de ce hameau.
Légende tirée du livre de Ch.-J. Dupierry (ancien curé d’Antheit) :« Antheit – Notes d’histoire ».
Au pied de l’ancienne Aduatuca (mont Falise) résidait un seigneur franc, que nous pourrions appeler Clodomir pour la clarté du récit. Lorsqu’il voulait aller à la chasse, un de ses hommes grimpait sur les Roches et jouait d’une espèce de trompe faite d’écorce d’arbre, une burla; alors les colons arrivaient, les vieux fort ennuyés, les jeunes plus gais, parce que le seigneur Clodomir avait une fille aux yeux bleus, aux cheveux blonds, évidemment; la pucelle s’appelait Fleur-des-Bois, et soit qu’elle sortit du trou des Lutons (Caverne derrière l’ancienne caserne), caverne qui servait de magasin à son père, soit qu’elle filât sa quenouille, ou sembla glisser dans les salles de la métairie, elle était joie et sourire. Je vous donne à penser si les chasseurs soupiraient et ils le firent bien davantage quand ils connurent l’élu, un gars de Pâturages, nommé l’Alouette.
Le père en homme pratique sut exploiter la situation. Juste devant lui, s’étendait une colline couverte de broussailles épaisses, repaire d’un loup féroce, traqué maintes fois au point d’y laisser une patte et un œil; sa férocité en parut redoublée et les troupeaux de Clodomir chaque jour fournissaient la dîme au carnassier, nommé Rouge-Flamme à cause de poils rouges qui adornaient l’extrémité de sa queue.
⎯ « Celui qui m’apportera la peau de cette male bête aura Fleur-des-Bois », fit savoir le seigneur.
Voilà ce qui s’appelle arranger à la franque les affaires matrimoniales.
La belle se hâta de mettre son galant au courant et de ce jour, cela se conçoit, le loup eut ses instants comptés.
L’Alouette prit son arc, sa hache, reconnut le hallier et se hucha sur la maîtresse branche d’un arbre qui surplombait la piste suivie par le voleur. Il n’attendit guère, car Rouge-Flamme, allant à la curée, passa tout près et renifla le chasseur; la flèche vint s’enfoncer dans l’œil unique de la bête qui, rageuse, se tordit, hurla, mordit le pied de l’arbre… Ce ne fut qu’un jeu pour le chasseur de lui fendre la tête d’un coup de sa francisque.
Alors, grande noce, grande liesse, grandes libations de bière d’orge. Les jeunes époux voulurent immortaliser cette date heureuse et appelèrent le lieu de cette prouesse : « Leu-Mont », « li mont dè leu », la montagne du loup, et la dite montagne bientôt défrichée se couvrit de moissons.

## Démographie
- Sources:INS, Rem:1831 jusqu'en 1970=recensements, 1976= nombre d'habitants au 31 décembre

## Histoire
Aux origines, le village dépendait du comté de Moha et de la Cour de Justice de Wanze. Il fut donné en 1225 à l'Evêque de Liège.
L'extraction de l'alun a débuté en 1269 et ce, jusqu'au XVIIIe. On y a exploité également la houille (XIIIIe) et le Zinc (XIXe).

## Patrimoine et culture

### Patrimoine architectural

#### L'église St Martin
Le noyau ancien du village est campé sur un promontoire où se trouve l'église St Martin et son Presbytère (1785).

Historiquement, c'est sur la base d'une ancienne église qu'un important sanctuaire fut élevé (1590-1622). Cette église fut ensuite reconstruite entre 1715 et 1726 et restaurée en 1824. En 1840, d'importants travaux eurent lieu: agrandissement, exhaussement des petites nefs, construction d'un avant corps avec portail et rehaussement de la tour. En 1994, à la suite de la dégradation des poutres maîtresses, l'église fut fermée au public. Le conseil de Fabrique dût réunir les fonds pour la résurrection de l'église, et, après cinq années, elle fut entièrement rénovée.
La Fabrique d'église locale est aussi propriétaire d'une importante ferme limitrophe appelée autrefois "Ferme de l'Abbaye de Flône".
L'église domine également le ruisseau du Doyard.

#### L'Abbaye du Val Notre-Dame
En l’an 1180, le comte Albert III de Moha voulut établir une communauté religieuse sur ses terres à l'endroit appelé Val de Rodum. Le XIIIe siècle vit la croissance religieuse et financière de l'Abbaye mais la période entre le XIVe et le XVIe siècle fut une époque de guerre et de déclin entraînant la destruction du bâtiment. L'Abbaye fut alors reconstruite (jusqu'au XIXe siècle). Après la révolution française, la propriété fut vendue à l'État. Le monastère fut transformé en château et l'église détruite. Les sœurs de l’Assomption rachetèrent Le Val Notre-Dame pour ouvrir un internat pour jeunes filles (1905).
Aujourd'hui, le Val Notre-Dame reste un internat pour étudiants qui peuvent y suivre des humanités générales ou techniques. Les parties classées du site sont : l'hôtellerie, le logis abbatial, le colombier et la ferme abbatiale (ouvrage d'entrée, logis).

#### La Maison-Dieu
En place depuis 1939, une communauté de sœurs franciscaines a quitté la demeure qui est occupée maintenant par un home pour personnes âgées.

#### La Maison Communale
Après la fusion des communes, les bâtiments sis rue St Martin, 14 ont servi au CPAS (jusqu'en 2013) et au mille-pattes (accueil extrascolaire des enfants de 2,5 ans à 12 ans).

## Enseignement
Deux écoles primaires sont implantées dans le village: une catholique (St Martin) et l'autre communale (Espace Scolaire Jean Bourgeois)

### L'école libre St-Martin
En place depuis 1909, L’école Saint-Martin est une école fondamentale libre mixte accueillant les élèves dès 2 ans et demi. (https://ecolesaintmartin.antheit.be)

## Économie
Antheit fut le siège de nombreuses entreprises horticoles (Ets Gonthier, Ets Auguste Dony…). On y a aussi cultivé la vigne du IXe au XVIIe siècle.

## Personnalités liées au village
- Le chanteur Frédéric François réside dans le village.
- Le peintre surréaliste Paul Delvaux est né le 23 septembre 1897 dans la maison de ses grands-parents à Antheit (Chaussée de Tirlemont, 172). En 1968, une petite place a été rebaptisée en son nom. Le peintre participa à ces festivités et offrit à la commune une aquarelle de sa maison natale. En 1997, le jumelage entre Antheit et St-Idesbald, village d'adoption de Paul Delvaux, s'est concrétisé. En 2008, Charles Van Deun (neveu du peintre) et son épouse ont fait don à la commune de Wanze de 17 estampes originales du peintre.